# Injustice 2
Injustice 2 (укр. Несправедливість 2) — відеогра в жанру файтингу, заснована на вигаданому всесвіті DC Comics, продовження гри Injustice: Gods Among Us. Розроблена студією NetherRealm Studios і видана Warner Bros. Interactive Entertaiment для PlayStation 4 і Xbox One 16 травня 2017 року. Версія для Windows вийшла 14 листопада 2017 року. Перед виходом гри на ПК в Steam відбувся відкритий бета-тест її онлайнової складової.

## Ігровий процес

### Основи
Гра використовує основні механіки Injustice: Gods Among Us. Персонажі в цій грі мають характеристики: здоров'я, атака, захист і здібності. Як і в попередній грі, бійці мають дві шкали здоров'я, де наступна відкривається тоді, коли першу вичерпано. Атаки з використанням предметів довкілля тут можуть бути заблоковані, за винятком ударів великими предметами, такими як автомобілі. На відміну від попередньої гри, тут також дві окремі шкали енергії для суперприйомів і спеціальних здібностей. Бійці здатні перекочуватися та здійснювати ривки у повітрі, щоб ухилитися від атак.
Injustice 2 пропонує «Систему оснащення», що дозволяє змінювати вигляд бійців і забезпечувати їх новими здібностями. Заробляючи в боях досвід, гравці отримують з кожним його рівнем скрині, в яких міститься випадкова винагорода: спорядження, оформлення чи здібність. Також скрині можна купити за реальні гроші. Крім того існують «материнські скрині», що отримуються за видатні перемоги в сюжетній кампанії, серіях онлайнових боїв або за дотримання особливих вимог під час боїв. Окрім того, вони купуються за внутрішньоігрову валюту «кристали Джерела», що заробляється в боях або в неї перераховуються реальні гроші. Ці скрині бувають бронзові, срібні, золоті, платинові й діамантові. В кожній, залежно від вартості, міститься від 2 до 6 предметів оформлення різної рідкісності.
Костюми складаються з 5-и елеменів: голова, торс, руки, ноги та аксесуар. Персонаж крім того може мати 2 здібності та 1 колірну тему оформлення. Можна мати одночасно 5 наборів для кожного бійця, та обирати один з них перед боєм. За «кристали Джерела» крім того пропонується «Трансформація оснащення», коли на вибір гравця поєднуються обрані оснащення та здібність. Таким чином можливо створити костюми з бажаними виглядом і характеристиками. Коли будь-який персонаж досягає 20-го рівня, «кристали Джерела» можна використовувати для його подальшого розвитку замість набирання досвіду.
Режим «Мультивсесвіт» надає серію боїв проти супергероїв і суперлиходіїв у різних варіаціях. У багатокористувацькій грі є опція вимкнути всі «оснащення» та грати лише стандартними персонажами стартового рівня. Досягнувши 5-го рівня, гравці можуть об'єднуватися в «гільдії» до 50-и учасників, аби разом виконувати щоденні завдання та змагатися з іншими гільдіями.

### Персонажі
Базові грабельні персонажі:
Нові персонажі виділені жирним, гостьові персонажі з інших франшиз виділені підкресленим.
- Аквамен
- АтомDLC
- Атроцитус
- Бейн
- Бетмен
- Чорний Адам
- Чорна Канарка
- Чорна МантаDLC
- Синій Жук
- Брейніак
- Капітан Холод
- Жінка-кішка
- Чіта
- Кіборг
- ДарксайдDLC
- Дедшот
- Доктор Фейт
- ЧарівницяDLC
- Вогняний Шторм
- Флеш
- Горила Ґродд
- Зелена Стріла
- Зелений Ліхтар
- Гарлі Квінн
- ГеллбойDLC
- Джокер
- Отруйний Плющ
- РейденDLC
- Червоний КовпакDLC
- Найтвінг
- Опудало
- СтарфайрDLC
- Саб-ЗіроDLC
- Супердівчина
- Супермен
- Болотяна Істота
- Черепашки-ніндзяDLC
- Диво-жінка

Альтернативні персонажі:
Крім того, низка персонажів зображаються з допомогою «прем'єр-скінів», які перетворять наявного героя чи лиходія в інших персонажів DC Comics з унікальним оформленням, голосами й діалогами.
- БетжінкаМОБ
- Біззаро[8]
- Чорна БлискавкаDLC[9]
- Брюс Вейн
- Ґрід (також фігурує в сюжеті)[10]
- Флеш (Джей Гаррік)[10]
- Зелений Ліхтар (Джон Стюарт)[11]
- Містер Фріз[10]
- Бетжінка мультиверсуМОБ
- Чорна блискавка мультиверсуМОБ
- Капітан Холод мультиверсуМОБ
- Зелена Стріла мультиверсуМОБ
- Флеш мультиверсуМОБ
- Супердівчина мультиверсу (звичайна та в броні)МОБ
- Біла Канарка мультиверсуМОБ
- Пауер-дівчина[11]
- Реверс-ФлешStory[11]
- ШазамМОБ
- Срібна Баньші МОБ
- Відьма[10]

↑ DLC: Доступно як завантажуваний вміст.
↑ МОБ: Ексклюзивно для мобільної версії

## Сюжет
Пролог. Гра відкривається подіями минулого, коли на планету Криптон напав Брейніак, прибулець-колекціонер. Оцифрувавши найбільші міста Криптону — Кандор і Арго-Сіті разом з їх жителями, Брейніак відлітає, дестабілізувавши ядро планети. Кара Зор-Ел тікає від кіборгів Брейніака. Її рятує мати, котра розповідає доньці, що Криптон ось-ось вибухне, але для самої Кари та її однорічного кузена Кал-Ела (майбутнього Супермена) ще є шанс врятуватися — їхні батьки відкрили придатну для життя планету у далекій зоряній системі — Землю. Мати садить дочку в шаттл, а сама гине від рук кіборгів. Коли шаттли Кари Зор-Ел та Кал-Ела опиняються в космосі, Криптон вибухає, уламки планети влучають в апарат Кари Зор-Ел і збивають його з курсу.
Бетмен. Незадовго до фіналу Gods Among Us Бетмен і Робін поспішають до лікарні «Аркгем», де Супермен разом з прихильниками майбутнього режиму уже почав страчувати «невиправних злочинців». Бетмен долає Кіборга й Диво-жінку, що стали на бік Режиму. На заклик Бетмена отямитися Супермен нападає на нього, тоді Бетмен користується спеціальною гранатою зі світлом зорі Криптона, що ослаблює противника. Бій перериває Найтвінг (Деміен Вейн, син Бетмена), котрий убиває Віктора Вана, щоб продемонструвати вірність Режиму. Бетмен сходиться з сином у двобої, та Супермен слідом забирає Робіна й летить геть.
Гарлі Квінн. Через п'ять років після поразки Супермена й повалення Режиму, Бетмен і його союзники намагаються підтримувати порядок на планеті, запустивши систему масового нагляду «Братські Очі». Проте, поки прихильники Режиму ховаються в підпіллі, постає Громада — група злодіїв, очолюваних Горилою Гроддом, незалежна як від Опору, так і Режиму. За порадою Люциуса Фокса, Бетмен збирає власну команду довірених героїв для боротьби з Громадою, яка готує теракт. Разом зі своєю помічницею Гарлі Квінн Бетмен посилає Зелену Стрілу (двійника Олівера Квінна з 3-го виміру) і Чорну Канарку в Горила-Сіті для захоплення Гродда.
Гарлі на підступах до лігва Громади стикається з Болотяною Істотою, Отруйним Плющем і Опудалом. Опудало отруює її своїм газом, що насилає на Гарлі галюцинації, де вона б'ється із Джокером.
Зелена Стріла/Чорна Канарка. Зелена Стріла й Чорна Канарка дістаються до лігва зловмисників. Тим часом Гродд збирає армію мавп і супергероїв, намірений панувати над Землею. Герої на вбір гравців перемагають охоронців Гродда — Жінку-кішку та Бейна. Однак, операцію зриває поява Доктора Фейта, котрий намагається попередити героїв про майбутню загрозу для планети — наближення Брейніака. Скориставшись цим, Гродд нападає, проте так само зазнає поразки. Та заарештувати його не вдається, бо прилітає Брейніак, який виявився справжнім лідером Громади. Прибулець викрадає Стрілу й Канарку, яким Брейніак з'являється в своїй справжній подобі жовто-зеленого гуманоїда. Він заявляє, що зберігає найкращі моменти історії та дізнався про Землю як про «планету з останнім криптонцем» після того, як об'єднані сили Режиму і Сінестро розбили Корпус Зелених Ліхтарів. Брейніак висаджує на Землю своїх кіборгів, які беруться зламати її захист.
Флеш. Жінка-кішка, яка виявилася шпигункою Бетмена в Громаді, звільняє Гарлі й тікає з нею з Горила-Сіті. Флеш, бачачи вторгнення кіборгів, порушує свою обіцянку не бути більше супергероєм і поспішає в Метрополіс. Дорогою він перемагає Капітана Холода, Дедшота й Реверс-Флеша. До сутички приєднується і Гел Джордан, який знову заслужив титул Зеленого Ліхтаря. Залагодивши колишні розбіжності, герої разом пропонують свою допомогу Бетмену. Пам'ятаючи про їх службу Режиму, Бетмен неохоче приймає пропозицію.
Зелений Ліхтар. За планом Бетмена, Гел вирушає в Атлантиду, аби заручитися допомогою Аквамена. Той спершу відмовляється співпрацювати й нападає на гостя, але після атаки кіборгів Брейніака на Атлантиду, він швидко змінює рішення. Зелений Ліхтар нейтралізує Чіту та Бейн, які пробралися в Атлантиду, але слідом прибуває Атроцітус — лідер Червоних Ліхтарів. Лиходій намагається силоміць одягнути на Гела червоний перстень, але той пересилює та розбиває перстень і перемагає Атроцітуса.
Синій Жук/Фогняний Шторм. Тим часом Кандаке, Чорний Адам і Диво-Жінка вирішують скористатися вторгненням Брейніака, щоб звільнити Супермена і знову встановити владу Режиму. Для цього вони заручаються підтримкою Кари, чий шаттл Адам виявив у космосі між подіями ігор. Кара бере собі образ Супердівчини, разом вони штурмують в'язницю для металюдей на острові Страйкер, але натикаються на Синього Жука і Вогненного Шторма, котрих Бетмен завбачливо залишив на острові для охорони в'язниці. Ті перемагають Найтвінга і Кіборга, яких звільнили прибічники Режиму, та професор Штейн і Джейсон готуються знищити в'язницю атомним вибухом, передбачаючи прибуття інших лиходіїв. Їх вчасно зупиняє Бетмен, який, на превеликий подив, звільняє Супермена, послухавши його поради щодо боротьби з Брейніаком.
Кіборг/Жінка-кішка. Члени Опору і Режиму укладають тимчасове перемир'я для битви з Громадою і Брейніаком. За планом Бетмена, для початку необхідно вирвати «Братські Очі» з-під контролю прибульця, за чим він і посилає Кіборга, Жінку-Кішку і Гарлі Квінн. Однак, Отруйний Плющ гіпнотизує Гарлі і героям доводиться битися з нею, щоб отямити. Потім їм протистоїть сама Плющ і Бейн. Біля самого ядра «Братських Очей» герої стикаються з Ґрідом — роботом, створеним Брейніаком як покращена версія Кіборга.
Диво-жінка. Тим часом Диво-жінка і Супердівчина координують евакуацію цивільних в Метрополісі. Їм на заваді стають Капітан Холод і Реверс-Флеш. Чіта стріляє в неї з ракетомета, скориставшись чим, Опудало задурманює Диво-жінку, змусивши бачити Супермена замість себе. Перемігши лиходія, Диво-жінка поспішає на допомогу Супердівчині та сходиться у двобої з Чітою. Диво-жінка намагається вбити Чіту, а потім Гарлі, котра закликає до справедливості. Супердівчина починає підозрювати, що чогось не знає про Супермена та його прибічників.
Супердівчина. Вона б'ється з Диво-жінкою та вирушає в Фортецю Самотності, отримати від Супермена відповіді, та дізнається як він був тираном усієї Землі, за що й був ув'язнений. Вражена цим, вона відмовляється допомагати Супермену. Найтвінг і Чорний Адам обертаються проти Супердівчини, а потім її намагається примусити до покори сам Супермен. Але суперечку перериває нова атака Брейніака і супергерої вирішують об'єднатися, щоб протистояти йому.
Аквамен/Чорний Адам. Брейніак намагається схилити Доктора Фейта на свій бік. Тим часом Бетмен і Жінка-кішка летять на літаку знищити його головний корабель. Інші супергерої розчищають їм шлях, але імпульс із корабля збиває літак. Брейніак приголомшує Супермана з Супердівчиною розрядом і починає оцифровувати Метрополіс. Отямившись, Супермен виявляє, що навколо корабля встановлено силовий щит і, намагаючись пробити його, зазнає пострілу, від чого, як виглядає, гине.
Бетмен розробляє новий план — вивести щити корабля з ладу за допомогою магії. Для цього він посилає Чорного Адама і Аквамена в Кандак, де через тризуб Посейдона герої повинні послати в корабель енергію Скелі Вічності. Однак, героям перешкоджає Гродд, котрий взяв під контроль Зелену Стрілу, Чорну Канарку і Синього Жука. Маніпулюючи людськими маріонетками, горила зізнається, що планує зрадити Брейніака і використовувати його технології для встановлення власної одноосібної влади, кинувши свою Громаду напризволяще. Знешкодивши загіпнотизованих героїв, Аквамен і Адам перемагають Гродда, після чого страчують.
Бетмен/Супермен. Виконавши свою частину плану, герої завдають з Кандака магічного удару по кораблю Брейніака, відключаючи його щити. На борт потрапляють Бетмен і Супердівчина, проте їх зустрічає вцілілий Брейніак зі своєю армією кіборгів. Кару вони беруть у полон, а Бетмена в останній момент рятує вцілілий Супермен. Разом вони долають героїв, загіпнотизованих Гроддом перед смертю — Вогняного Шторма та Болотяну Істоту, і вступають в сутичку з Доктором Фейтом, який вважає, що супергерої надто непередбачувані та сіють хаос у всесвіті. Знищивши його шолом, Супермен звільняє від його впливу носія шолома — Кента Нельсона. Той своєю чергою дякує героям і намагається попередити, що Брейніак, сам того не підозрюючи, є живим інструментом «Повелителів Порядку» — вищих космічних сутностей, що стежать за рівновагою сил у всесвіті. Своїм конфліктом Супермен і Бетмен вже порушили баланс сил, і Повелителі обов'язково знайдуть спосіб його відновити зі знищенням самих Супермена і Бетмена, навіть якщо Брейніак не впорається. Розповісти більше не дає сам Брейніак, який убиває героя. Супермен перемагає Брейніака, та розум лиходія переноситься в системи корабля та спрямовує його на Землю. Тоді Супермен підмикається до корабля й повертає його у космос. Брейніак повертається в своє тіло, та слідом його знешкоджує Бетмен. Супермен повертає викрадені лиходієм міста, хоча Метрополіс і Кост-Сіті його силами відновити не вдається.
Фінал. Інші герої проникають на борт, проте між Суперменом і Бетменом знову назріває конфлікт: Бетмен намагається зберегти Брейніаку життя, щоб той звільнив зі своєї колекції всіх бранців. На його бік стають Флеш, Зелений Ліхтар і Супердівчина. Тим часом Супермен хоче вбити прибульця, щоб назавжди вберегти Землю від загрози. На його бік стають Аквамен, Чорний Адам і Диво-жінка. Гравцям пропонується обрати одну зі сторін.
- Перемога Опору: Бетмен перемагає Супермена і, позбавивши його сил з допомогою кинджала з золотого криптоніту, виганяє у Фантомну Зону. Вирішивши скористатися порадою Люциуса, він постановляє реорганізувати Лігу Справедливості — і передусім пропонує Карі членство в ній.
- Перемога Режиму: Супермен перемагає Бетмена. Вбивши Брейніака, він підмикається до корабля і з допомогою його міці відновлює Режим. Кинутій до в'язниці Супердівчині Супермен пропонує вибір: приєднатися до Режиму добровільно, або через примусове промивання мізків, як уже зробив з Бетменом.

## Оцінки й відгуки
| Агрегатор  | Оцінка                                                                          |
| ---------- | ------------------------------------------------------------------------------- |
| Metacritic | iOS: 77/100 PS4: 87/100 XONE: 89/100 PC: 86/100 PS4 (Legendary Edition): 88/100 |

| Видання        | Оцінка      |
| -------------- | ----------- |
| Destructoid    | 9/10        |
| Eurogamer      | Recommended |
| Game Informer  | 9/10        |
| GameRevolution | [ 20 ]      |
| GameSpot       | 9/10        |
| IGN            | 9/10        |
| Polygon        | 9/10        |
| VideoGamer.com | 9/10        |

Injustice 2 здобула переважно позитивні відгуки, зібравши на агрегаторі Metacritic середню оцінку в версії для Xbox One 89/100, для PlayStation 4 — 87/100, і для Windows — 86/100. На відміну від попередньої гри, високу оцінку отримала також мобільна версія — 77/100.
IGN відгукнулися: «Injustice 2 перевершує Gods Among Us майже по всіх фронтах, зокрема, для прихильників швидкості руху, та надаючи нові способи використання енергії. Візуально команда DC сяє навіть тоді, коли вони встряє в плоску та непотрібно похмуру історію. Неперевершений обсяг вмісту для вивчення в однокористувацькій грі, особливо видатний режим Multiverse, і висота планки навичок Injustice 2 роблять її невимушеним середовищем, в якому можна витрачати години щодня, навіть не кидаючи виклику іншій людині…».
На думку редакції Polygon, «Injustice 2 — це коли NetherRealm знову перевершили себе. Це найкращий, найвідшліфованіший, найбільш вражаюче зроблений сюжетний режим, який коли-небудь бував у файтингах. Герої гри — понад десяток з яких — це нові персонажі, за яких ви можете грати — різноманітні та цікаві…»
У відгуку Eurogamer стверджувалося: «Попри прикрощі з системою оснащення та лутбоксами, Injustice 2 надає величезну кількість розваг. Тут є тони справ, відповідний вигляд, а нові механіки боїв справді доречні й не додають при цьому складності».